# Зимова вишня 2
Зимова вишня 2 (рос. Зимняя вишня 2) — радянський художній фільм 1990 року, знятий режисером Ігором Масленниковим.

## Сюжет
Герої «Зимової вишні» п'ять років по тому в перебудованому Ленінграді, після того як Ольга, яка виїхала з сином в США, щасливо влаштувала свою долю (тепер вона дружина успішного американського бізнесмена, мати п'ятирічної дочки, яку народила вже за кордоном). І ось тепер, через роки, на тиждень приїжджає разом з чоловіком і дочкою в перебудовний СРСР.

## У ролях
- Олена Сафонова — Ольга Іванівна
- Віталій Соломін — Вадим Миколайович Дашков
- Ніна Русланова — Лариса Павлівна
- Лариса Удовиченко — Валя
- Ірина Мірошниченко — Юлія, дружина Вадима
- Віктор Авілов — Міша
- Ірина Климова — Світлана («Слоник»), коханка Вадима
- Володимир Долинський — Бонч
- Олександр Анісімов — Валентин, бездомний сусід Вадима
- Арунас Сторпірштіс — американець, чоловік Ольги

## Знімальна група
- Сценаріст : Володимир Валуцький
- Режисер : Ігор Масленников
- Оператор : Володимир Бриляков
- Композитор : Володимир Дашкевич
- Художник : Наталія Кочергіна